# Peter Ernst I. von Mansfeld

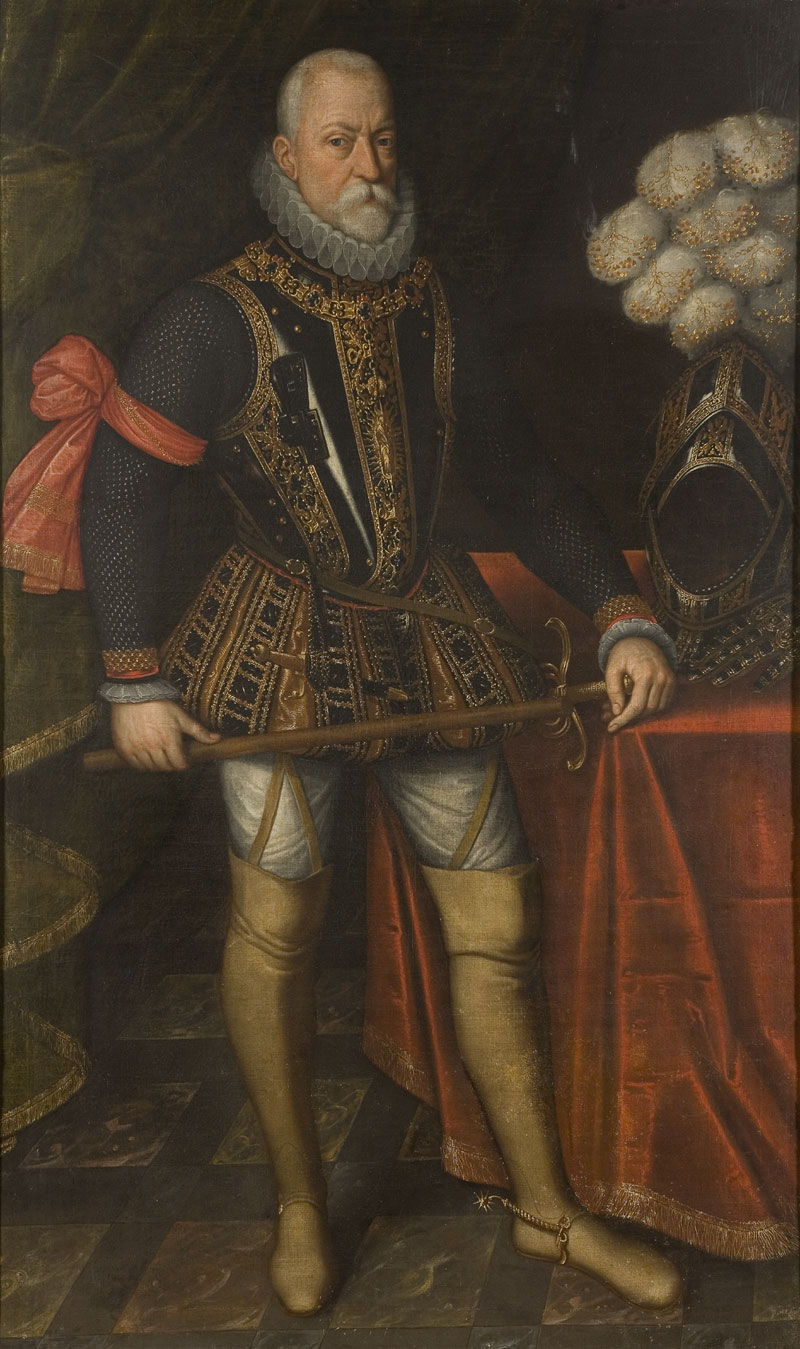
Porträt Peter Ernsts I. von Mansfeld eines unbekannten Malers nach Antonio Moro, 16. Jh.

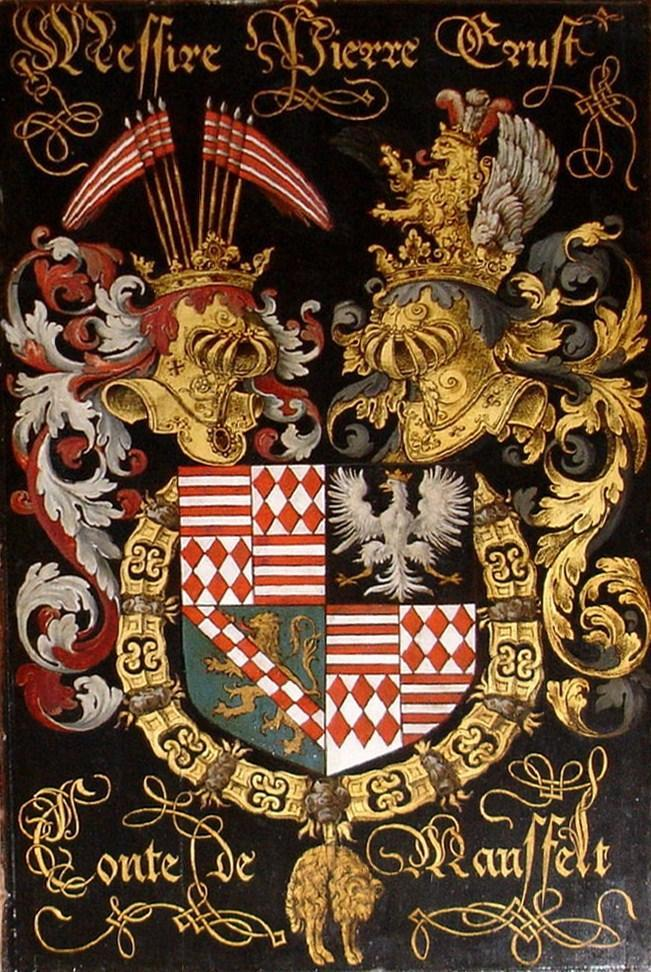
Peter Ernst von Manfelds Wappen mit dem Orden vom Goldenen Vlies wurde für ihn um 1546 gemalt; Kathedrale St. Bavo in Gent

Peter Ernst I. Fürst von Mansfeld (ab 1594), Graf von Mansfeld-Vorderort (* 12. August 1517 auf Schloss Heldrungen; † 25. Mai 1604 in Luxemburg-Clausen) war Feldmarschall der spanischen Armeen in den Niederlanden sowie Statthalter der spanischen Krone in Luxemburg und für zwei Jahre Statthalter in den Niederlanden.

## Familiäre Verbindungen
Peter Ernst I. aus dem Haus der Grafen von Mansfeld war ein Sohn des Grafen Ernst II. von Mansfeld-Vorderort (1479–1531) und dessen zweiter Frau, der Gräfin Dorothea zu Solms-Lich. Die Grafen von Mansfeld waren eines der ältesten deutschen Adelsgeschlechter und regierten ihre Grafschaft reichsunmittelbar, die jedoch unter die drei Linien Vorder-, Mittel- und Hinterort aufgeteilt war.
Der Vater Ernst II. hatte 22 Kinder, darunter auch den späteren Erzbischof und Kurfürsten von Köln, Gebhard. Die Aufteilung der überschuldeten Grafschaft unter die vielen Söhne und die Abfindung der Töchter führten zu erheblichem Streit. Im Januar 1546 reiste Luther, begleitet von seinen drei Söhnen, über Halle in seine Geburtsstadt Eisleben, um dort die Erb- und Rechtsstreitigkeiten innerhalb der Mansfeldischen Grafenfamilie beilegen zu helfen. An den abschließenden Verhandlungen am 17. Februar nahm er, von der winterlichen Reise geschwächt und unter Angina pectoris leidend, nicht mehr teil; die Verhandlungen endeten jedoch erfolgreich: Der Älteste, Philipp, erhielt die Burg Bornstedt, Johann Georg Eisleben, Peter Ernst das Schloss Friedeburg, Johann Albrecht die Burg Arnstein, Johann Hoyer Artern und Johann Ernst die Burg Heldrungen. Die anderen Söhne waren Geistliche geworden, die vielen Töchter wurden ausgezahlt. Am 18. Februar verstarb der Reformator – in Anwesenheit von Graf Albrecht VII. von Mansfeld-Hinterort und dessen Frau Anna von Honstein-Klettenberg – vermutlich in deren Haus, dem Stadtschloss (Markt 56), in dem sich heute das Hotel „Graf von Mansfeld“ befindet.
Peter Ernst I. war mindestens dreimal verheiratet. Seine erste Frau war Margareta von Brederode († 31. Mai 1554), Tochter von Reinhard III. von Brederode und Philippine de la Marck, der am 22. Februar 1562 Marie de Montmorency, Dame de Conde, († 5. Februar 1570), Tochter von Joseph de Montmorency, Seigneur de Nivelle, und Anna von Egmont, nachfolgte. Seine dritte Ehe ging er mit Clara von Châlon ein. Über eine vierte Beziehung Mansfelds herrscht unter den Historikern der heutigen Zeit keine Einigkeit. Als mögliche Ehefrau oder Geliebte kommen Anna von Eyken oder Anna von Bentzrath in Frage. Fest steht lediglich, dass aus dieser Verbindung sein Sohn Graf Peter Ernst II. stammte, der spätere protestantische Heerführer im Dreißigjährigen Krieg.
Auch über die zahlreichen Kinder Peter Ernsts I. von Mansfeld gibt es heutzutage kaum oder keine verbürgten historischen Erkenntnisse. Die Angaben zu der Anzahl seiner Nachkommen, über deren Mütter widersprüchliche Quellen existieren, schwanken stark.
- Friedrich (* 1542; † 26. April 1559)
- Karl (* 1543; † 24. August 1595), ab 1594 Fürst von Mansfeld, kaiserlicher Befehlshaber in Ungarn

⚭ I: Diane de Cossé, Tochter von Charles I. de Cossé, comte de Brissac
⚭ II: 1591 Marie Christine von Egmond, Tochter von Graf Lamoral I. von Egmond
- Johann († 1575)
- Polyxena († zwischen † 17. September 1591 und 20. Dezember 1602), ⚭ Palamedes de Chalon, illegitimer Sohn Renés de Châlon
- Philipp Oktavian August Sigismund (* 18. Juni 1564; † 10. (Juni/Juli) 1591)
- Dorothea († 1595), ⚭ 1578 Don Francisco Verdugo
- Peter Ernst II. (* 1580; † 29./30. November 1626)
- Philipp (nicht verbürgt)
- Antonius
- Ernst (d. J.)
- Karl (III.) (* 1590; † nach 1653), niemals als eheliches Kind anerkannt, Herr zu Bartringen und Strassen
- Anna, Herrin zu Bartringen und Strassen († nach 1653)
- Philipp (* September 1603; † nach 1623), unehelich, aber anerkannt
- Reinhard (Renaud)
- Christina

## Militärisches und politisches Leben
Mit 14 Jahren kam Mansfeld im Sinn der Adelserziehung an den ungarischen Königshof.
1535 nahm er am Feldzug Kaiser Karls V. gegen das osmanisch besetzte Tunis teil. Nach dem Ende des Feldzugs machte er eine militärisch-politische Karriere in kaiserlichen Diensten.

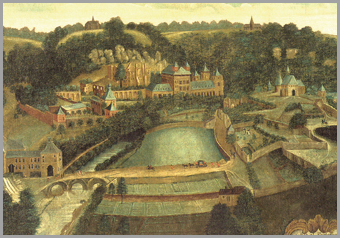
Das Château de La Fontaine in Clausen (Luxemburg), ab ca. 1536 von Graf Peter Ernst I. als Gouverneurssitz errichtet

1545–1604 war Mansfeld Statthalter der spanischen Krone in Luxemburg. 1576 fungierte er nach dem Tode des Statthalters der Niederlande Luis de Requesens vermutlich als Militärchef für die Stadt Brüssel. 1592–1594 war er Statthalter der spanischen Krone in den Niederlanden.
1545 schlug ihn Philipp II. (damals noch Regent) zum Ritter vom Goldenen Vlies, was dem Statthalteramt Mansfelds einen zusätzlichen gegenreformatorischen Akzent verlieh.
Eine bedeutsame militärische Erfahrung machte Mansfeld im Jahre 1552: Es ging um die Stadt Damvillers, das Zentrum einer kleinen luxemburgischen Enklave auf französischem Gebiet. Französische Truppen waren auf der Rückkehr von dem so genannten „Voyage d’Allemagne“, dem „Deutschlandfeldzug“, den König Heinrich II. von Frankreich unternommen hatte, um Karl V. die französischsprachigen Bistümer abzunehmen. Im Laufe dieses Feldzugs waren die Franzosen Ende Mai über Rodenmacher (Rodemack) bis nach St. Johannisberg (Düdelingen) und Zolver vorgedrungen und hatten die dortigen Burgen zerstört. Mansfeld widersetzte sich den Eindringlingen. Er leitete persönlich die Verteidigung des belagerten Yvoix (später „Carignan“ genannt), damals luxemburgisch, heute französisch (Département des Ardennes), musste aber infolge der Meuterei seiner deutschen Landsknechte kapitulieren und geriet am 23. Juni 1552 in französische Gefangenschaft. Er wurde nicht sofort von Spanien ausgelöst, sondern saß fünf Jahre lang in Haft. Erst 1557 kam er nach Zahlung einer sehr hohen Geldsumme frei.

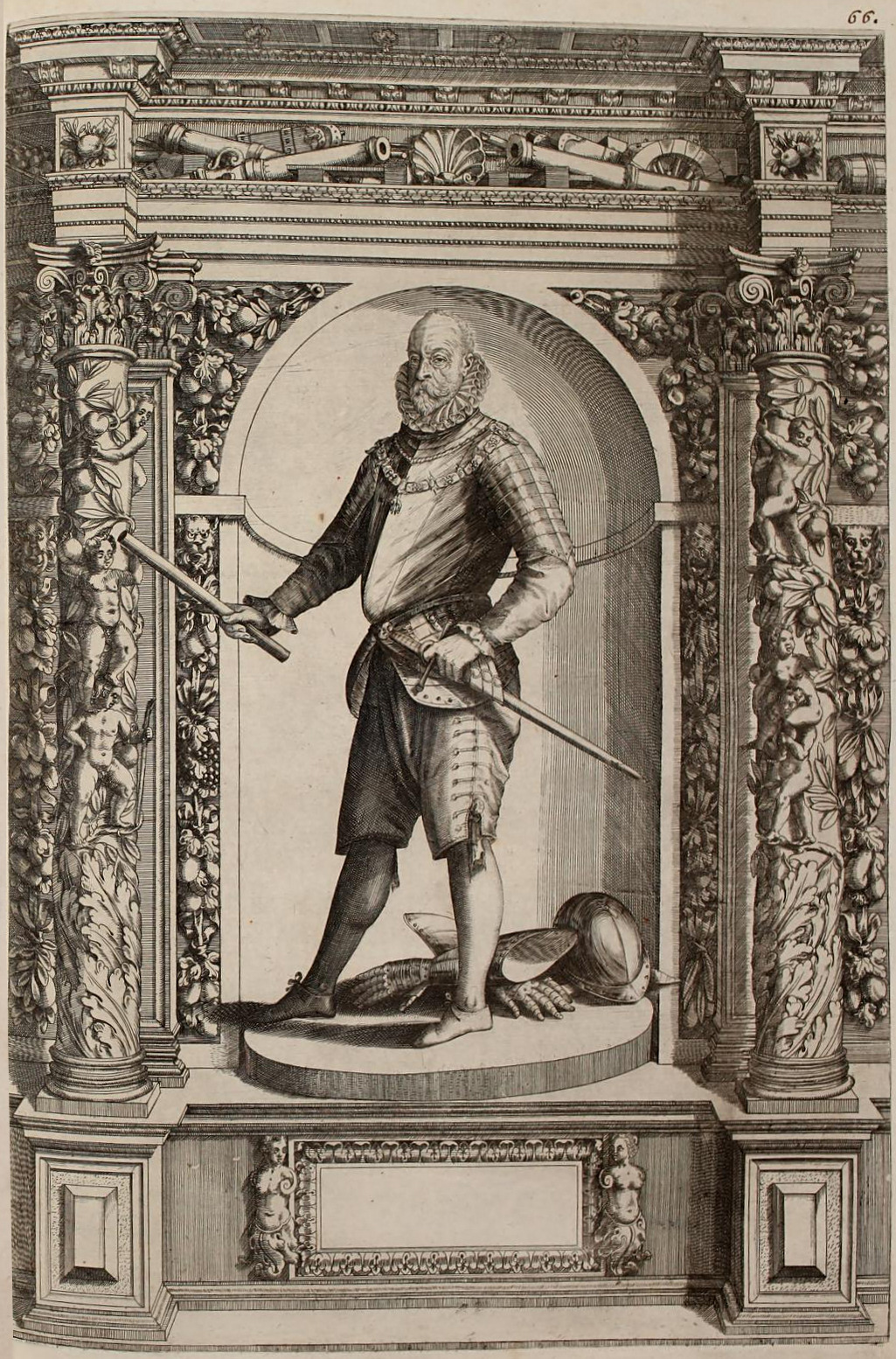
Peter Ernst von Mansfeld auf einem Stich von Dominicus Custos

Nach dieser Erfahrung bot das niederländische Aufbegehren gegen die spanische Herrschaft für Mansfeld neuen Anlass, seine politische Rolle zu finden: Im Jahre 1566 ließ der spanische König Philipp II. erkennen, dass er den Widerstand in den niederländischen Provinzen mit verstärktem militärischen Engagement unter Herzog Alba bekämpfen wollte; Wilhelm von Oranien als Vertreter des niederländischen Hochadels sah sich genötigt, die partielle politische Kooperation mit der Generalstatthalterin Margarethe von Parma einzustellen. Zu der Adelsopposition um Oranien gehörte zunächst auch Mansfeld, insbesondere gegen den Kardinal Granvelle, der mit unmittelbaren Weisungen des spanischen Königs die Generalstatthalterin gelenkt und kontrolliert hatte. Nachdem aber Granvelle nach Spanien zurückgerufen worden war, schlug sich Mansfeld „wohl aus persönlichen Karrieregründen ganz auf die Seite der scharfen Gegner Oraniens“ und „plädierte für ein rigoroses Vorgehen gegen seine ehemaligen Bundesgenossen. Für diese wiederum rückte er nunmehr in die Rolle des antifreiheitlichen Bösewichts ein, die vorher Granvelle eingenommen hatte. Mit dem Unterschied freilich, dass ihm gegenüber das xenophobe Argument nicht ins Feld geführt wurde. Er stand vielmehr für die fortschreitende Polarisierung innerhalb der niederländischen Eliten selbst und damit für eine massive Verschärfung der Auseinandersetzung im Land.“
1572 erfolgte Mansfelds Ernennung zum Feldmarschall der spanischen Armeen in den Niederlanden. In den politischen und militärischen Kämpfen der späten 70er und der 80er Jahre findet man ihn durchweg auf der spanischen Seite.
Die glänzende militärische Karriere Peter Ernsts von Mansfeld verhinderte nicht den wirtschaftlichen und politischen Niedergang des Hauses Mansfeld: Als die Erben von Ernst II. den Besitz der Vorderorter Linie 1563 erneut aufteilten, rief dies die Gläubiger der Mansfelder auf den Plan. Die gräfliche Familie war durch reichen Kindersegen, zahlreiche Kriege und Fehden, Umschwung der Kupferkonjunktur und übermäßige Verschwendung hoch verschuldet. Ihre Gläubiger erwirkten 1566 die Einsetzung einer Kommission durch Kaiser Maximilian II. zur Schuldenregulierung, die auf Betreiben von Kurfürst August von Sachsen durch Bevollmächtigte aus Kursachsen, Magdeburg und Halberstadt ersetzt wurde. Diese stellten Gesamtschulden der Grafen in Höhe von 2,75 Millionen Gulden fest, die 1570–1579 schließlich die Sequestration und die Permutationsrezesse zwischen den drei Lehnsherren zur Folge hatten. Die Brüder wurden gezwungen, 1570 in die Sequestration der Grafschaft einzuwilligen. Sachsen nutzte die Lage der Mansfelder aus und erreichte nach längeren Verhandlungen den Abschluss der von ihnen betriebenen Bestrebungen zur Mediatisierung des bisherigen Reichslehens. Die Grafschaft fiel nun zu drei Fünfteln an das Kurfürstentum Sachsen, die anderen zwei Fünftel an das Erzstift Magdeburg. 1580 war Mansfeld somit keine reichsunmittelbare Grafschaft mehr und das Gesamthaus gehörte nicht mehr zu den Reichsständen, da die Hoheit über die Regalien nicht mehr vom Kaiser, sondern von den jeweiligen Landesherren ausgeübt wurde. Diese setzten im Zuge der Zwangsverwaltung umgehend eigene Verwalter ein, die offiziell im Namen der Grafen handelten, tatsächlich aber die Interessen ihrer Auftraggeber vertraten.
Als Dank für seine jahrelange Loyalität zum katholischen Kaiserhaus wurde Peter Ernst am 4. März 1594 von Kaiser Rudolf II. zum Reichsfürsten des Heiligen Römischen Reiches ernannt, was mangels eines reichsunmittelbaren Territoriums jedoch nur noch ein bloßer Titel war. Er zog sich drei Jahre später im Alter von 80 Jahren von allen öffentlichen Geschäften zurück. Bei dem in den Niederlanden geborenen, deutschsprachigen Barockdichter Aegidius Albertinus (1560–1620), der sich ebenfalls deutlich gegen Wilhelm von Oranien, überhaupt gegen den niederländischen Aufstand und für die spanische Krone positionierte, erntete Mansfeld für seine Treue zur Zentralmacht lateinisches Lob in einem Gedicht."
Peter Ernst I. von Mansfeld starb am 23. Mai 1604 in Luxemburg-Clausen und wurde in der Kapelle des Klosters der Franziskaner-Rekollekten in Luxemburg beigesetzt. Die Kapelle wurde 1806 von französischen Revolutionstruppen zerstört, und nur wenige Relikte von ihr sind heute noch erhalten. Die Gebeine Mansfelds gehören nicht dazu.

## Bezug zur Kunst

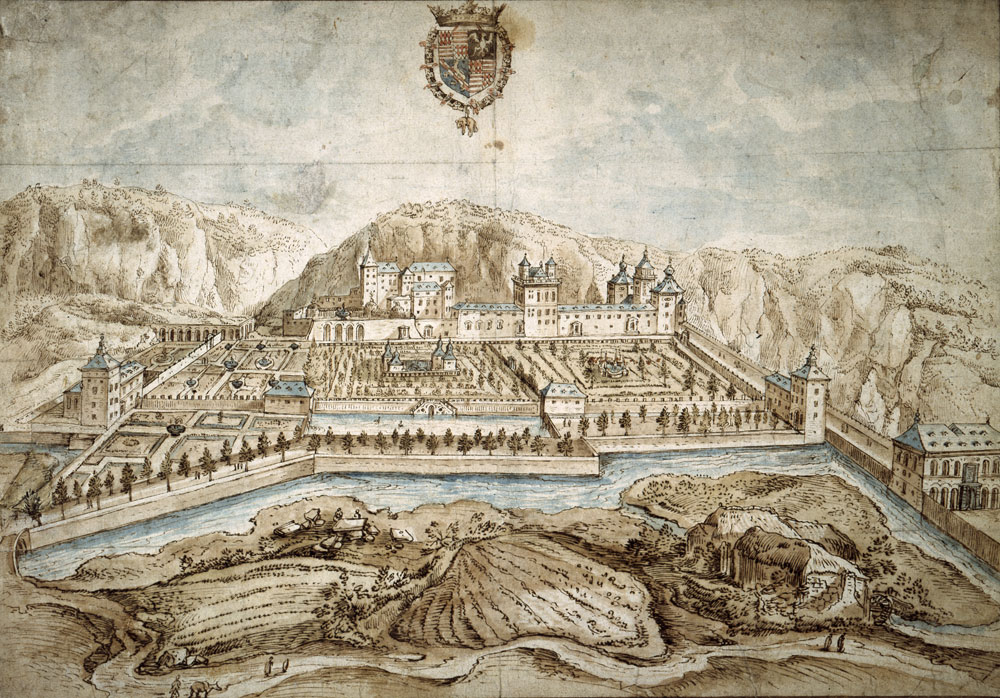
Schloss La Fontaine in Luxemburg-Clausen

Mansfeld baute eine Kunstsammlung auf. Sein 1563 begonnenes und nie ganz fertiggestelltes Schloss La Fontaine vor den Toren Luxemburgs – auch Palais (de) Mansfeld oder  mein Pfaffendahl genannt – barg zahlreiche antike Kunstgegenstände und eine wertvolle Gemäldesammlung. Das Schloss und seine Kunstsammlung vererbte der Graf an die spanischen Habsburger Philipp III. und Isabella. Seine Tochter Polyxena setzte vor Gericht jedoch durch, dass sie bzw. ihre Kinder einen Teil des Inventars erhielten. Die der spanischen Krone zugefallenen Kunstobjekte wurden bereits fünf Jahre nach Mansfelds Tod nach Rotterdam und von dort aus nach Spanien verschifft. Im Jahre 1867 wurden die Überreste des Mansfeld'schen Schlosses abgebrochen.